# Bygglov (TV-program)

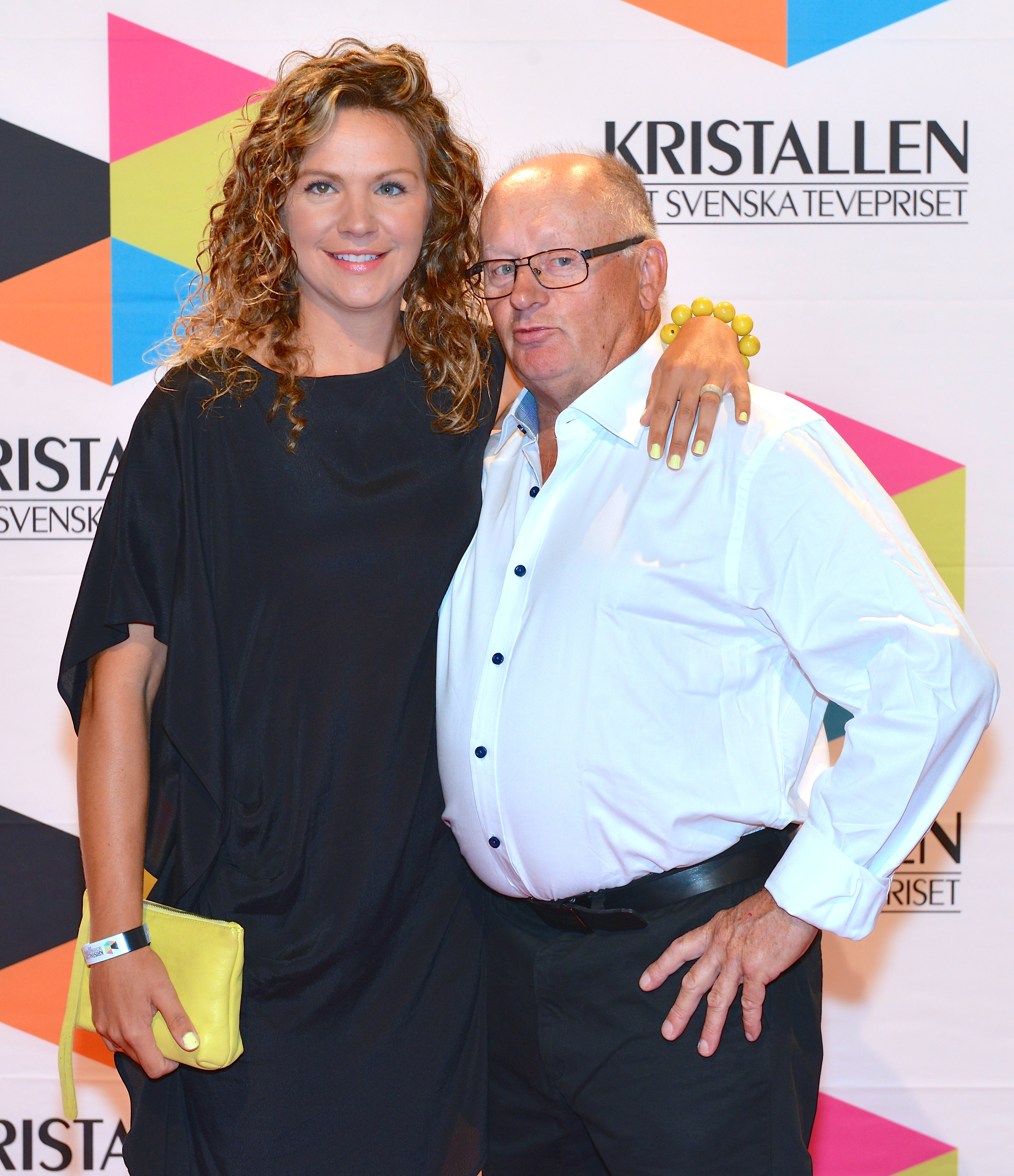
Madeleine Müller Lightner och Willy Björkman på Kristallen-galan 2013.

Bygglov är ett svenskt inredningsprogram som sändes i TV4 mellan 2005 och 2018. Programmet gick ut på att ett team under ledning av en inredare, snickare och fixare i reste runt i Sverige och tog sig an familjers bygg- eller renoveringsprojekt.

## Om programmet
I programmet fick privatpersoner hjälp av ett snickar- och inredningsteam att färdigställa påbörjade projekt i hemmen. Bygget skedde alltid under ett fåtal dagar där de som sökt till programmet till viss del fick hjälpa till att bygga även om TV4 ofta hyrde in andra bygg- och inredningsteam på orten man besökte som hjälpte till. Någon dag innan projektet skulle slutföras fick familjen lämna bygget för att det skulle bli en överraskning under den sista inspelningsdagen. 
Programmet hade till skillnad från andra svenska inredningsprogram en inredare, snickare och fixare som programledare där inredaren var chef för hela projektet medan snickaren hade det övergripande ansvaret för byggprocessen.
De första säsongerna spelades in under vintrar och höstar medan resterande säsonger producerades enbart under sommarmånader för att sedan sändas året därpå.

## Säsonger
Informationen nedan är delvis hämtad från Svensk mediedatabas.
| Säsong | Säsong    | Antal avsnitt | Sändes                   | Inredare                  | Snickare              | Fixare         |
| ------ | --------- | ------------- | ------------------------ | ------------------------- | --------------------- | -------------- |
|        | Säsong 1  | 8             | 19 april– 7 juni 2005    | Reva Hallbäck             | Mats "Matte" Karlsson | Willy Björkman |
|        | Säsong 2  | 8             | 10 januari– 7 mars 2006  | Mija Kinning              | Mats "Matte" Karlsson | Willy Björkman |
|        | Säsong 3  | 10            | 2 januari– 27 mars 2007  | Mija Kinning              | Mats "Matte" Karlsson | Willy Björkman |
|        | Säsong 4  | 10            | 8 januari– 18 mars 2008  | Mija Kinning              | Mats "Matte" Karlsson | Willy Björkman |
|        | Säsong 5  | 10            | 13 januari– 17 mars 2009 | Mija Kinning              | Mats "Matte" Karlsson | Willy Björkman |
|        | Säsong 6  | 10            | 5 januari– 16 mars 2010  | Mija Kinning              | Mats "Matte" Karlsson | Willy Björkman |
|        | Säsong 7  | 10            | 4 januari– 8 mars 2011   | Mija Kinning              | Mats "Matte" Karlsson | Willy Björkman |
|        | Säsong 8  | 10            | 4 april– 7 juni 2012     | Mija Kinning              | Mats "Matte" Karlsson | Willy Björkman |
|        | Säsong 9  | 10            | 15 januari– 19 mars 2013 | Madeleine Müller Lightner | Mats "Matte" Karlsson | Willy Björkman |
|        | Säsong 10 | 10            | 14 januari– 18 mars 2014 | Madeleine Müller Lightner | Mats "Matte" Karlsson | Willy Björkman |
|        | Säsong 11 | 10            | 13 januari– 10 mars 2015 | Madeleine Müller Lightner | Mats "Matte" Karlsson | Willy Björkman |
|        | Säsong 12 | 10            | 12 januari– 12 mars 2016 | Lotta Lindgren            | Mats "Matte" Karlsson | Willy Björkman |
|        | Säsong 13 | 13            | 10 januari– 6 april 2017 | Maria Kingsley            | Mats "Matte" Karlsson | Willy Björkman |
|        | Säsong 14 |               | 11 januari– 19 mars 2018 | Maria Kingsley            | Mats "Matte" Karlsson | Willy Björkman |

## Spin-off

### Total torp makeover
Under sommaren 2005 lånades Mats "Matte" Karlsson och Willy Björkman ut till TV-programmet Stadskampen där personer kunde ringa in på lottnummer och vinna en sommarstuga. Efter att en person/familj på den ort som programmet varit på hade vunnit åkte Karlsson och Björkman, tillsammans med en svensk kändis, till den orten där de samlade ihop ett lokalt byggteam som sedan fick hjälpa till att bygga och inreda torpet. Totalt producerades sju avsnitt som sändes mellan den 14 juli och 8 september 2005.

### Brygglov
Sommaren 2006 producerades en sommarsäsong som kallades för Brygglov där byggteamet med Mija Kinning, Mats "Matte" Karlsson och Willy Björkman reste ut till olika familjer och renoverade. Den här gången spelades avsnitten in under sommarmånader i Stockholms och S:t Anna skärgård där de flesta projekten handlade om att fixa olika sommarprojekt exempelvis att bygga sommarstugor, tjära bryggor och förbereda för bröllop. Säsongen visades i åtta sextiominutersavsnitt mellan den 6 juli och 24 augusti 2006.